# Prinsessan Augusta av Storbritannien
Augusta Frederica av Storbritannien (engelska: Augusta Frederica of Great Britain), född 31 juli 1737 på St. James-palatset i England, död 23 mars 1813 i Hanover Square i England. var en brittisk prinsessa och hertiginna genom äktenskap. Hon var mor till Caroline av Braunschweig, som 1796 blev gift med kung Georg IV.

## Biografi

### Tidigt liv
Augusta var det äldsta barnet till den engelska kronprinsen Fredrik av Wales och kronprinsessan Augusta av Sachsen-Gotha och föddes som nummer två i tronföljden, en plats hon förlorade 1738 då hennes bror föddes. Hon fick en god utbildning i bland annat historia, litteratur, franska och italienska. År 1761 blev brodern kung som Georg III. 

### Äktenskap
Hon gifte sig den 16 januari 1764 med hertig Karl Vilhelm Ferdinand. Förhandlingar om en äktenskapsförbindelse med Braunschweig föreslogs tidigt och blev 1761 seriösa. Bröllopet hölls i London och paret for sedan tillsammans till Tyskland. 
Augusta ansåg sin bostad i Braunschweig alltför enkel, men detta kan bero på att hon jämförde den med palatsen i England. Augusta reste hem för att föda sitt första barn i England 1764 men återvände inte efter barnets födelse. 
Ett palats som motsvarade hennes krav, Schloss Richmond, byggdes då i Zuckerberg söder om Braunschweig av arkitekten Carl Christoph Wilhelm Fleischer, dit Augusta flyttade då det stod färdigt 1768 och övergav hovet. 
Äktenskapet var ett rent politiskt arrangerat äktenskap och parterna var ömsesidigt ointresserade av varandra : Augusta reagerade med likgiltighet över makens förhållanden med Maria Antonia von Branconi och Louise Hertefeld. Även hennes relation till barnen var liknöjd - först då hon senare själv flyttade till London fick hon en verklig relation till sin dotter Caroline. Augustas apati och likgiltighet uppfattades som arrogans och resulterade i en del rykten och förtal. Vid hovet i Braunschweig stod Augusta i skuggan av sin svärmor, Filippa Charlotta av Preussen, som var hovets centralgestalt. 
Augustas äldsta söner föddes alla med någon form av fysiska eller psykiska problem, något som svårt skadade hennes rykte i Branschweig. Då maken 1773 övertog regentskapet lämnade svärmodern hovet och Augusta intog rollen som hovets första dam och uppfyllde sina rituella plikter, även om hon ofta tog pauser från hovet genom att resa till Schloss Richmond. 
Maken besteg tronen år 1780. Hennes dotter Caroline blev genom sitt giftermål med hennes brorson kronprinsessa av England 1795. 

### Senare liv
Den 14 oktober 1806 stupade maken i slaget vid Jena mot Napoleon, och Braunschweig ockuperades av Frankrike. Augusta och hennes familj flydde till hennes systerdotter Lovisa Augusta av Danmark. År 1807 fick hon tillstånd av sin bror att bosätta sig i London, där hon dog 1813 på St. James-palatset.

## Barn
- Augusta Karolina Fredrika Louise (3 december 1764 − 27 september 1788), kronprinsessa av Württemberg
- Karl Georg August (8 februari 1766 − 20 september 1806), arvprins av Braunschweig-Wolfenbüttel
- Caroline Amelia Elisabet (17 maj 1768 − 7 augusti 1821), drottning av Storbritannien och Hannover
- Georg Vilhelm Kristian (27 juni 1769 − 16 september 1811), ogiltigförklarad och exkluderad från tronföljden
- August (18 augusti 1770 − 18 december 1822), ogiltigförklarad och exkluderad från tronföljden
- Fredrik Vilhelm (9 oktober 1771 − 16 juni 1815), hertig av Braunschweig-Lüneburg och Oels
- Amelia Karolina Dorotea Louise (22 november 1772 − 2 april 1773), dog under tidig barndom